# Edward Hyde, 3. Earl of Clarendon
Edward Hyde, 3. Earl of Clarendon (* 28. November 1661 in England; † 31. Mai 1723 in London) war ein englisch-britischer Politiker und von 1702 bis 1708 Gouverneur von New York und New Jersey.

## Leben
Edward Hyde war das einzige Kind von Henry Hyde, 2. Earl of Clarendon (1638–1709), und Theodosia Capell (1640–1661), Tochter von Arthur Capell. Er war der Neffe von Anne Hyde, der ersten Frau des späteren Königs Jakob II. Damit war er auch ein Cousin der späteren Königin Anne.
Als Heir apparent seines Vaters führte er ab 1674 den Höflichkeitstitel Viscount Cornbury. 1675 schrieb er sich zum Studium am Christ Church College der University of Oxford ein. 1683 erwarb er den Rang eines Lieutenant-Colonel beim Royal Regiment of Dragoons, 1685 wurde er zum Colonel dieses Regiments befördert. Schon zu Beginn der Glorious Revolution stellte er sich 1688 auf die Seite Wilhelms III. Er war als Tory-Abgeordneter wiederholt Mitglied des englischen House of Commons, von 1685 bis 1687 und 1689 bis 1695 als Knight of the Shire für Wiltshire und von 1695 bis 1701 als Burgess für Christchurch. Am englischen Hof bekleidete er verschiedene repräsentative Ämter.
Im Jahr 1702 wurde er zum Nachfolger von Richard Coote als Kolonialgouverneur von New York bestellt. Bald darauf erhielt er auch die Ernennung für die Kolonie New Jersey. Beide Ämter bekleidete er bis 1708. In New York war die politische Lage zum Zeitpunkt seines Amtsantritts angespannt. Die Kolonie war in Anhänger und Gegner der 1691 gescheiterten Leisler Rebellion gespalten. Der kommissarische Gouverneur John Nanfan, der die Amtsgeschäfte bis zu Hydes Ankunft geführt hatte, unterstützte die Leisler Gruppe. Hyde schlug sich auf die Gegenseite. Nanfan wurde anderthalb Jahre inhaftiert, ehe er von der Regierung in London freigesprochen wurde. Sowohl in New York als auch in New Jersey, das auch intern zerstritten war, zeigte sich Hyde als korrupt. Hyde war während seiner Amtszeit extrem unbeliebt und pflegte einen aufwändigen Lebensstil, der ihn nach deren Ende in das Schuldgefängnis von New York brachte.
Beim Tod seines Vaters 1709 erbte er dessen Vermögen und Titel des 3. Earl of Clarendon. und konnte seine Schulden begleichen. Er wurde aus der Schuldhaft entlassen und kehrte und nach England zurück. Er nahm dort den mit seinem Earlstitels verbundenen Sitz im House of Lords ein. Im Jahr 1714 wurde er britischer Gesandter im Kurfürstentum Hannover. Dieses Amt erlosch im gleichen Jahr, als der dortige Kurfürst als Georg I. König von Großbritannien wurde.

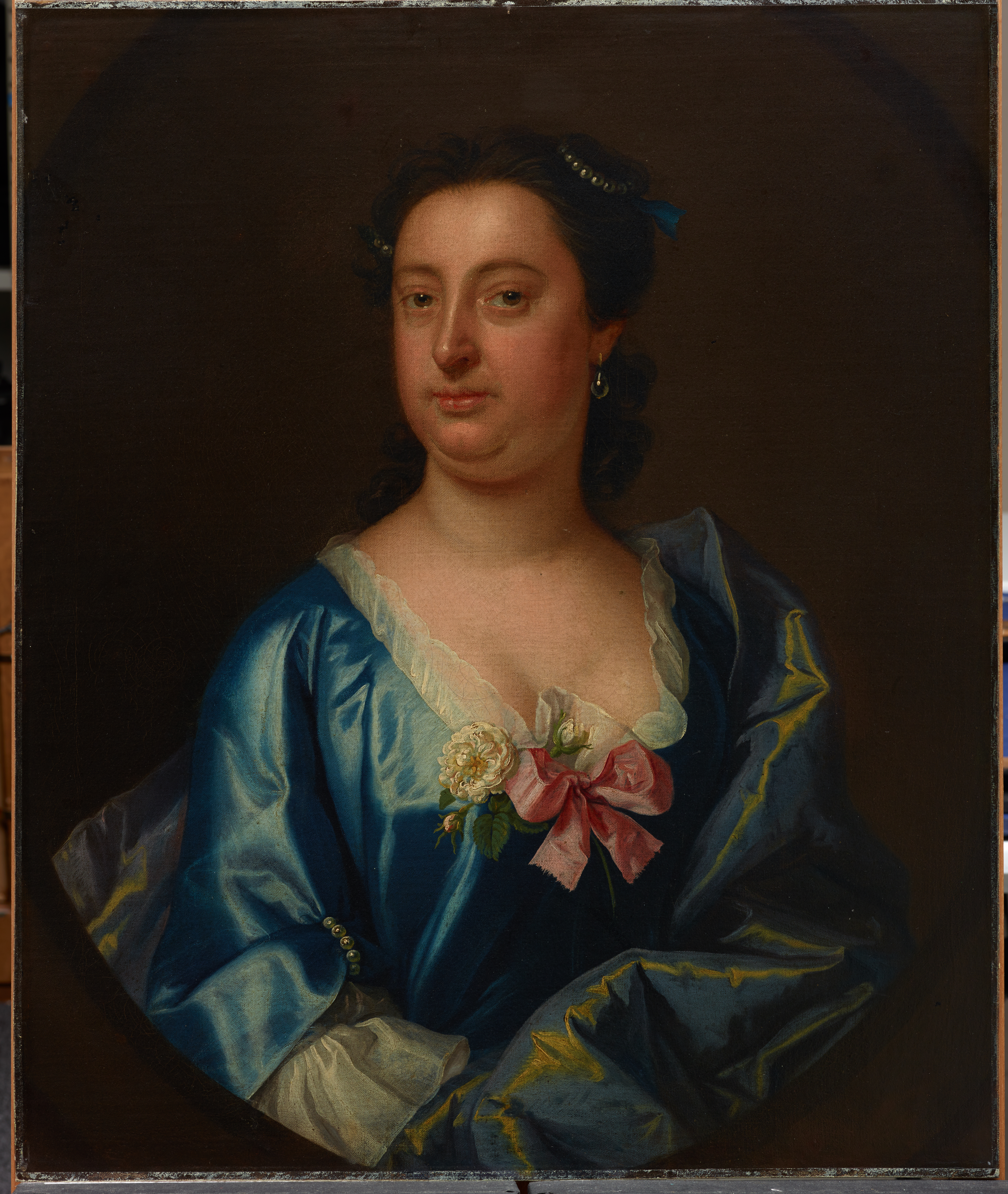
Lord Cornbury (zugeschrieben), unbekannter Maler

### Frauenkleidung
Seine politischen Gegner kolportierten, er habe nachts, aber auch zu offiziellen Anlässen Frauenkleider getragen. So soll er die New York Assembly 1702 mit einer Schleppe, Umhang und Fächer im Stile der Königin Anne eröffnet haben.
Ross nimmt daher an, er sei ein Transgender oder Transvestit mit cross-dressing gewesen. Bonomi schloss dies aus, da ein königlicher Gouverneur dies keinesfalls habe machen dürfen. Sie schiebt es auf ein gezielt gestreutes Gerücht, um seinen Charakter zu vernichten. Dies passe zu den Absichten der moralischen Reformgesellschaften im 18. Jahrhundert.

## Ehe und Nachkommen
Am 10. Juli 1688 heiratete er Katherine O’Brien (1663–1706), Tochter des Henry O’Brien, Lord O’Brien († 1678, Erbe des 7. Earl of Thomond), und der Katherine Stewart, 7. Baroness Clifton († 1702, Tochter des Lord George Stewart). Mit ihr hatte er drei Kinder:
- Catherine Hyde († jung);
- Edward Hyde, Viscount Cornbury, 9. Baron Clifton (1691–1713);
- Theodosia Hyde, 10. Baroness Clifton (1695–1722) ⚭ John Bligh, 1. Earl of Darnley (1687–1728).

Da sein Sohn vor ihm starb, fielen seine Adelstitel bei seinem Tod 1723 an seinen Cousin Henry Hyde, 2. Earl of Rochester (1672–1753).